# Programme spatial des Émirats arabes unis
Le programme spatial des Émirats arabes unis comprend un ensemble d'activités spatiales civiles ou militaires mises en œuvre par  les Émirats arabes unis. Les premiers projets débutent en 2006 et comprennent début 2021 des missions d'observation de la Terre, d'exploration du système solaire et des satellites technologiques et militaires. Le programme spatial s'inscrit dans une stratégie à long terme de diversification post pétrole. 

## Historique
Les Émirats arabes unis débutent une activité spatiale en 2006 avec le développement en coopération avec la Corée du sud du satellite d'observation de la Terre DubaiSat 1 suivi par deux autres satellites de ce type lancés en 2013 et 2018. Par ailleurs une société émirati de télécommunications Thuraya met en place en 2000 l'un des trois réseaux mondiaux de téléphone satellitaire. En 2004 la décision ambitieuse de développer une mission d'exploration spatiale de Mars avec l'aide d'universités américaines (l'orbiteur EMM)  entraine la création d'une agence spatiale nationale. Celle-ci est chargée de coordonner les développements du projet et de mener les travaux du ressort des émiratis. Le centre spatial Mohammed bin Rashid est créé dans ce contexte,.

## Satellites d'observation de la Terre
Les Émirats arabes unis mettent en place en 2006 une politique de coopération avec la Corée du Sud.

## Missions scientifiques
La Mission martienne des Émirats est une sonde spatiale placée en orbite en février 2021 autour de la planète Mars pour étudier son atmosphère et son climat. Avec cette mission les Émirats entrent dans le cercle très fermé des pays ayant envoyé une sonde spatiale vers une autre planète du système solaire (États-Unis, Union soviétique/Russie, Europe, Inde). La sonde spatiale est développée avec la collaboration de plusieurs instituts américains dont le LASP qui réalise sa construction. La sonde spatiale de 1 500 kg emporte trois instruments dont une caméra et deux spectromètres.
La Mission lunaire des Émirats est une sonde spatiale un petit astromobile (rover) de 10 kilogrammes développé par les Émirats arabes unis, qui devrait être déposé vers 2024 à la surface de la Lune. L'agence émirati qui a annoncé ce projet ambitieux en 2020 a pour objectif de développer cet engin spatial de manière autonome dans le centre spatial du pays. L'astromobile, qui doit parcourir une distance comprise entre quelques centaines de mètres et quelques kilomètres à la surface de la Lune, doit étudier la surface durant une journée lunaire (14 jours terrestres) à l'aide de ses trois instruments scientifiques.